# Roman Kochanowski

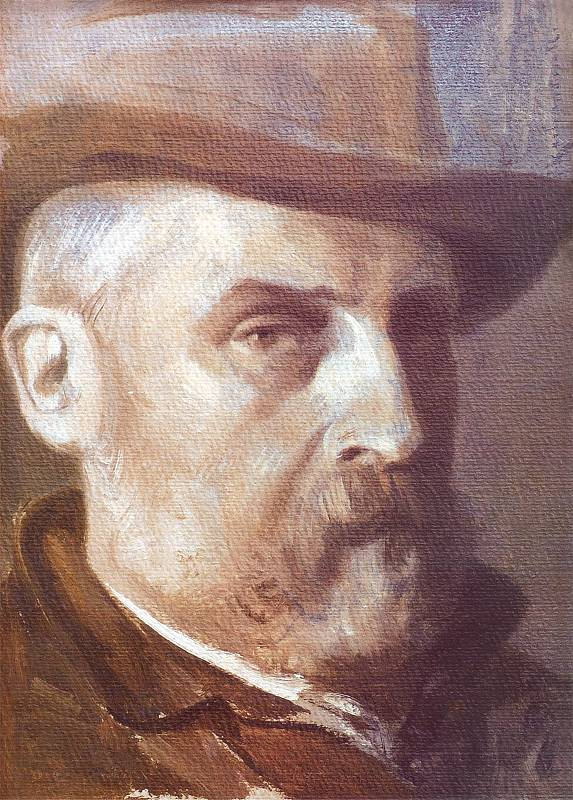
Selbstporträt, 1900

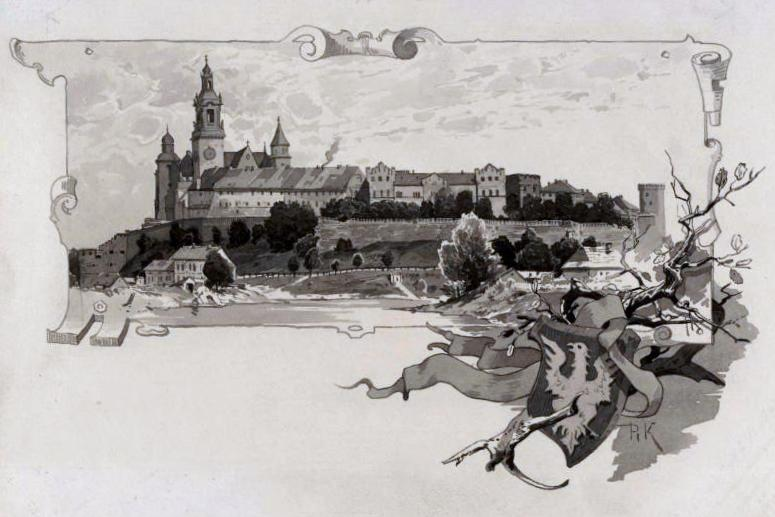
Roman Kochanowski: Wawel in Krakau (1880)

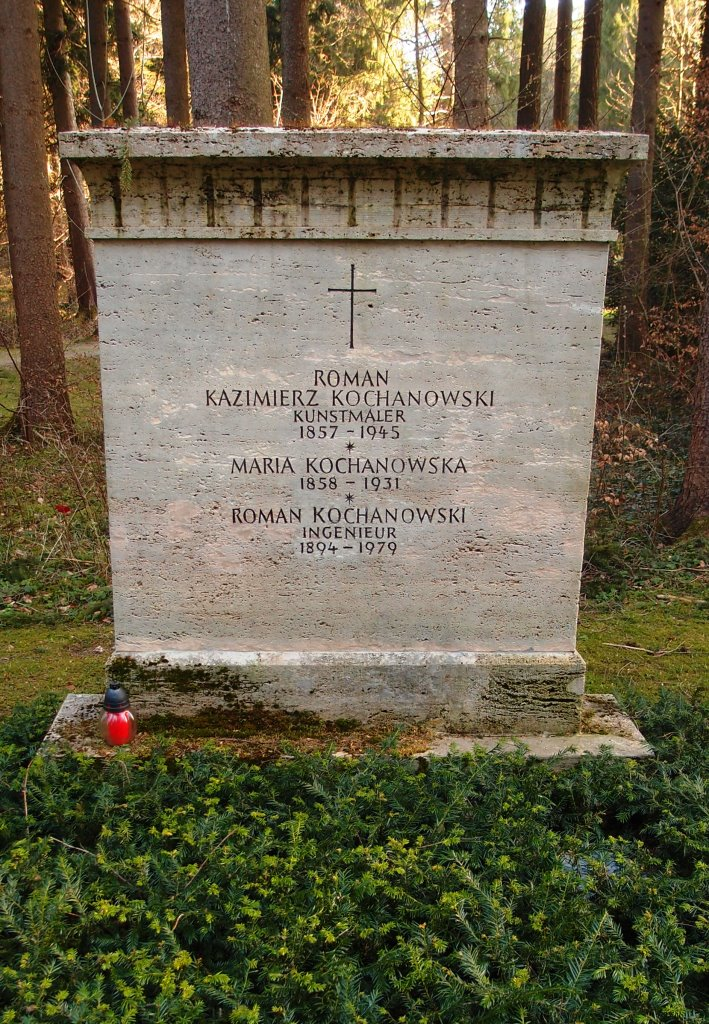
Grab des Malers und Zeichners Roman Kazimierz Kochanowski (1857–1945) auf dem Waldfriedhof in München.

Roman Kazimierz Kochanowski (* 28. Februar 1857 in Krakau, Kaisertum Österreich; † 3. August 1945 in Freising) war ein polnischer Maler und Zeichner. Er lebte vorwiegend in München und malte preisgekrönte, stimmungsvolle Landschaftsbilder.

## Leben
Ersten Malunterricht erhielt Kochanowski bei Maksymilian Cercha in Krakau. Von 1873 bis 1875 studierte er an der Krakauer Akademie der Bildenden Künste bei Władysław Łuszczkiewicz und Henryk Grabiński. Es folgten dann bis 1879 Studien an der Akademie der bildenden Künste Wien unter Christian Griepenkerl und Eduard Peithner von Lichtenfels. Nach einem kurzen Aufenthalt in Polen im Jahr 1880 ging er nach München, wo er fortan wirkte. Die Sommermonate verbrachte er jedoch regelmäßig in seiner polnischen Heimat.

### München
In München hielt Kochanowski engen Kontakt zu der hier aktiven polnischen Künstlerszene; mit Alfred von Wierusz-Kowalski, Antoni Kozakiewicz, Włodzimierz Łoś und Piotr Stachiewicz war er befreundet. Er war Mitglied des Münchner Kunstvereins und der Künstlergenossenschaft. Er nahm an vielen Ausstellungen in Deutschland (München, Düsseldorf, Berlin), Polen (Warschau, Krakau, Lemberg) und in anderen Ländern (Wien, Salzburg, London) teil, und erhielt hier Preise. Auf der Wiener Jubiläumsausstellung im Jahr 1888 erwarb der österreichische Kaiser Franz Joseph I. das Bild „Polnischer Winter“, einige Jahre später auch das Landschaftsgemälde „Herbst“. Auch der bayerische Prinzregent Luitpold von Bayern besuchte gerne das Atelier des Künstlers und kaufte mehrere Werke von ihm.
1892 heiratete er Maria Keffel, die aus einer bayerischen Unternehmerfamilie stammte. 1951 stiftete der Sohn Kochanowskis eine umfangreiche Sammlung der Werke des Vaters dem Warschauer Nationalmuseum.

### Werk
Kochanowski malte in Öl und Aquarell und fertigte Zeichnungen mit Kohle. Seine vorwiegenden Motive waren Landschaften mit polnischen Dörfern (aus der Gegend Krakaus) zu verschiedenen Jahreszeiten. Weiden tauchen häufig in diesen Gemälden auf. Die Münchner Schule beeinflusste seine Arbeit mit ihren Grau- und Brauntönen. Spätere Werke beinhalten auch impressionistische Elemente. Er war der einzige Maler polnischer Herkunft, der sich zu einer inhaltslosen, nur auf den momentanen Seheindruck konzentrierten Landschaftsauffassung bekannte. Er wird auch als „Meister des kleinen Formats“ bezeichnet.